# 珊布卡
珊布卡（義大利語：Sambuca，發音：[samˈbuka]）是意大利的茴香味力娇酒，通常为无色。最常见的演变品种有黑珊布卡（深蓝色）和红珊布卡（鲜红色）。
珊布卡使用茴芹、八角、甘草等辛香料炼制的精油酿造，同时也含有接骨木花成分。炼制的精油兑入纯酒精，并添加浓缩的糖浆和其他一些调味料。装瓶时酒精浓度通常达42%。

## 历史
“Sambuca”词源一直存有争议。Molinari公司认为“Sambuca”一词来自阿拉伯语“Zammut”。Zammut是一种茴香味饮料，从东方通过航运传播到了奇维塔韦基亚港。然而，牛角英语辞典认为“Sambuca”源自单词“sambucus”，意思是接骨木。还有别的人认为，“Sambuca”可能源自印度茴香名“sounf”或“soambu”；或者“sambuq”，一种阿拉伯船只的名称，因为也许曾经人们使用船只运输这种饮料。
希腊语“Sambuca”原本指的是另外一种奇维塔韦基亚130年前发明的接骨木力娇酒。
无论如何，第一支商业上的珊布卡可以追溯到1800年。当时Luigi Manzi开始在奇维塔韦基亚销售Sambuca Manzi。1945年，第二次世界大战结束后不久，Angelo Molinari开始生产Sambuca Extra Molinari，促进了珊布卡在意大利的流行。

## 饮用
珊布卡可以直接饮用，也有多种意大利风味的饮法。
使用一个小玻璃杯，倒入珊布卡并点燃，然后用手按住杯口直到火焰熄灭。因为杯中的气压较低，杯子会吸附在手掌上。将杯子摇晃几秒然后一口气将酒喝掉。然后再将杯子盖住，稍稍松开一条细缝，吸嗅残余的酒精蒸汽。这种喝法称之为“soffietto”。
前苏联，尤其是俄罗斯和乌克兰地区，一种广为流传的珊布卡喝法称之为珊布卡之炎：将珊布卡倒入一个白兰地杯中并点燃，然后将点燃的酒液倒入另一个开口更大的玻璃杯中。将第一个杯子倒过来压在一张纸上，通过一根吸管吸嗅杯中残余的酒精蒸汽，同时将第二个杯子中的酒一饮而尽。

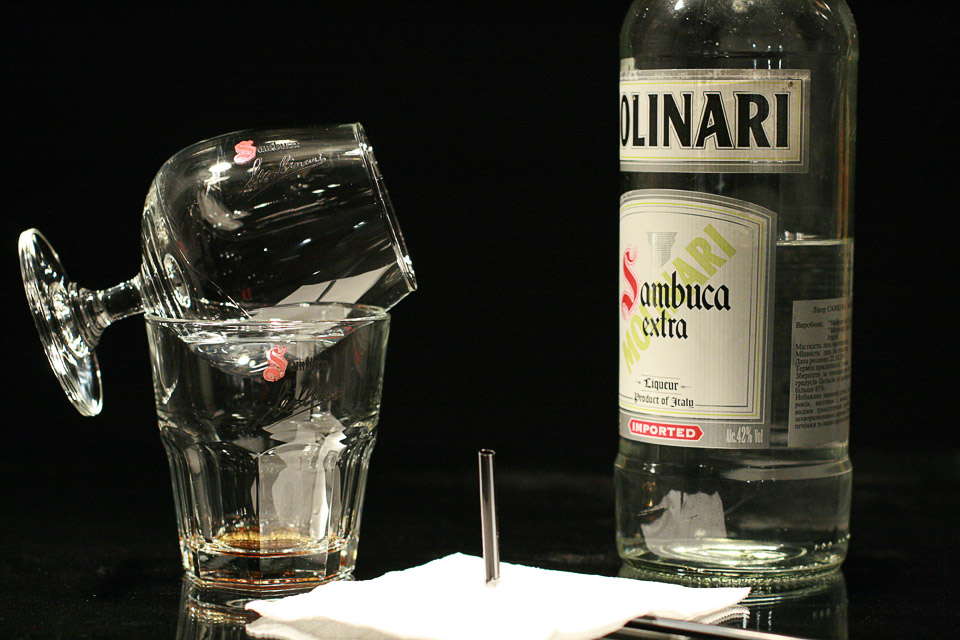
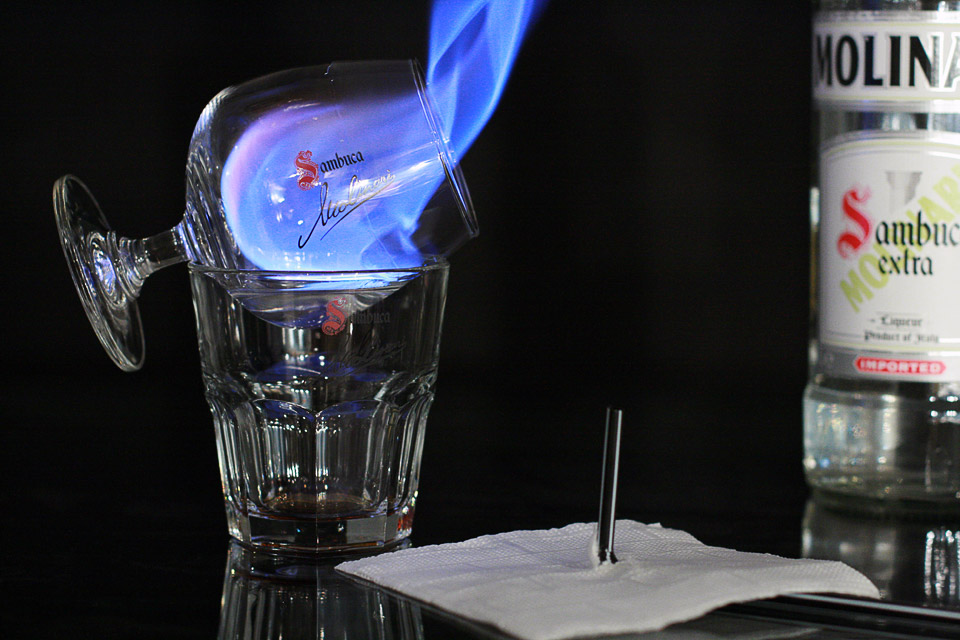
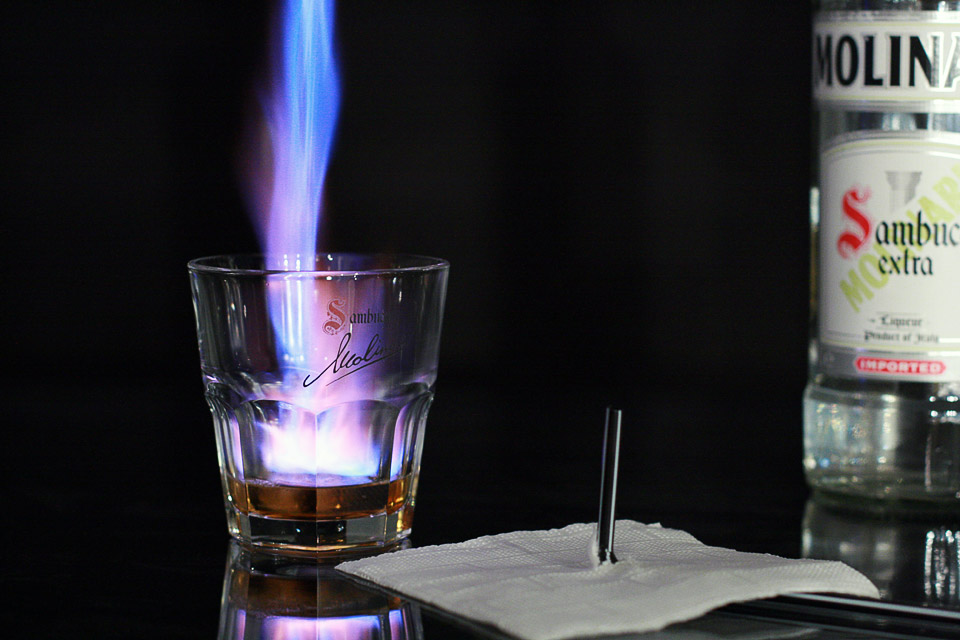
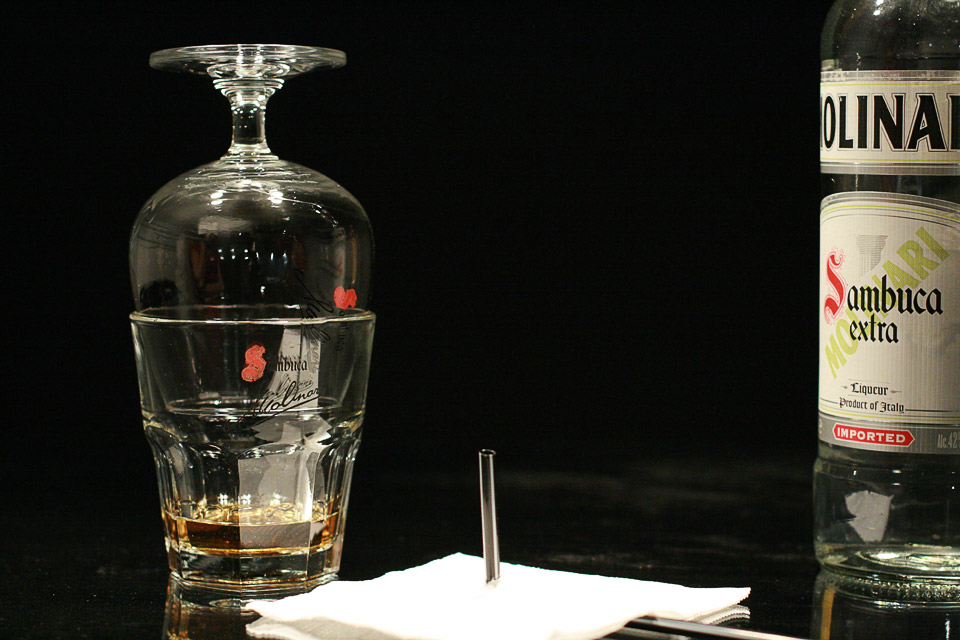
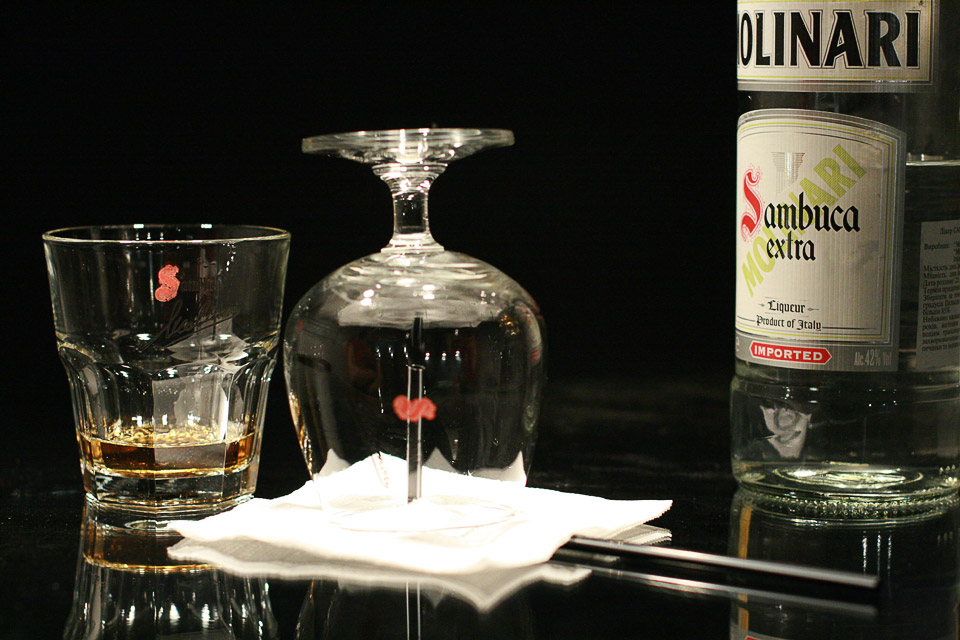

### Ammazzacaffè咖啡
珊布卡可以调制Ammazzacaffè咖啡，你可以加两粒咖啡豆作装饰，术语称之为“mosca”，品尝Ammazzacaffè咖啡的时候可以一边喝一边咀嚼咖啡豆来增强风味。Ammazzacaffè咖啡也可以加冰饮用。如果Ammazzacaffè咖啡兑入冰水，则咖啡中的珊布卡会呈现出类似烟草烟雾般的白色，称之为“col fantasma”。

## 品牌
| 品牌                           | 酒精度数 |
| ------------------------------ | -------- |
| Molinari                       | 42%      |
| Ramazzotti                     | 38%      |
| Isolabella                     | 40%      |
| SIMAL                          | 40%      |
| Villa Colonna classica Kristal | 38%      |
| Borghetti                      | 38%      |
| Massari                        | 40%      |
| Luxardo                        | 38%      |
| Vecchia Sarandrea              | 42%      |

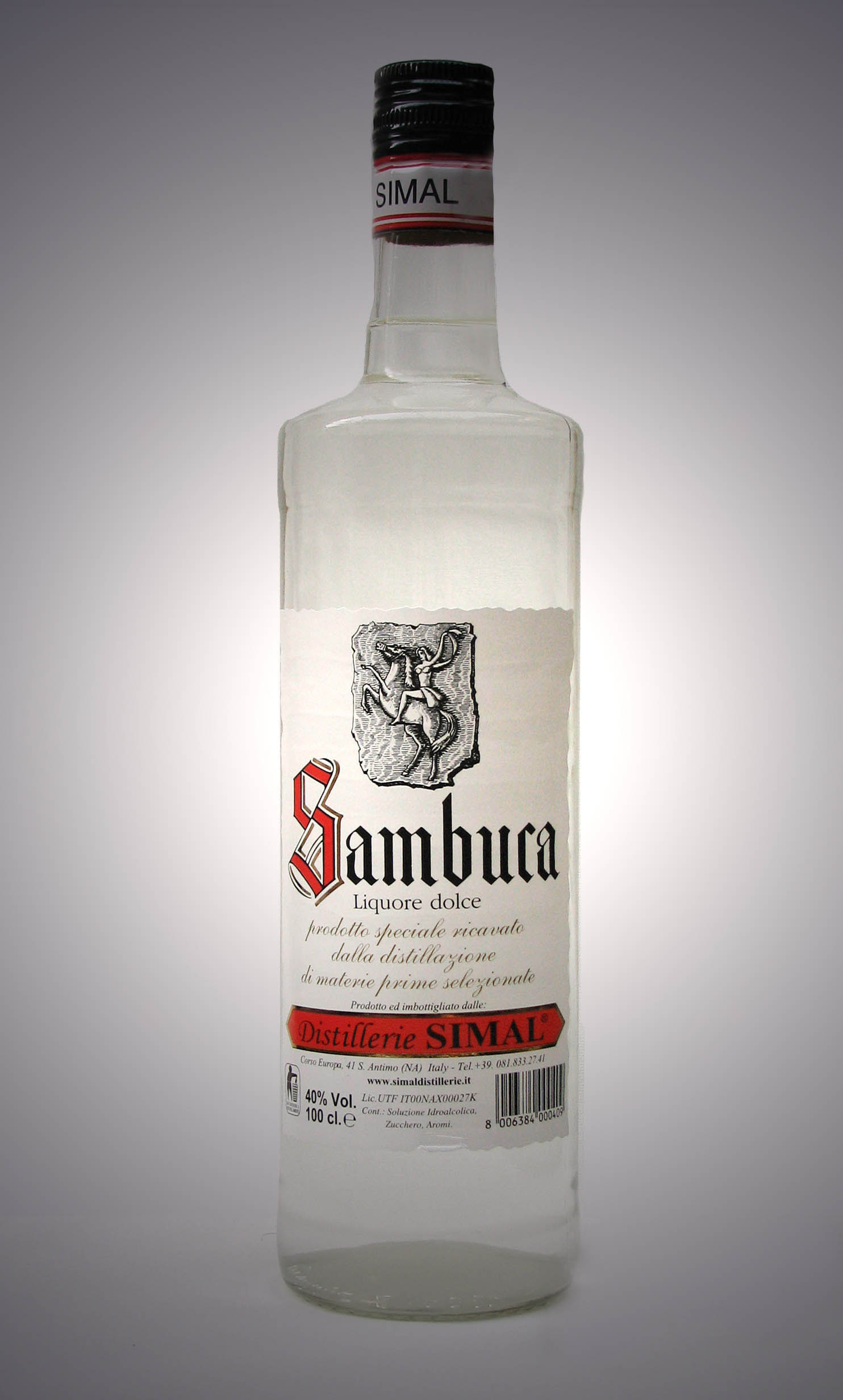
Sambuca SIMAL
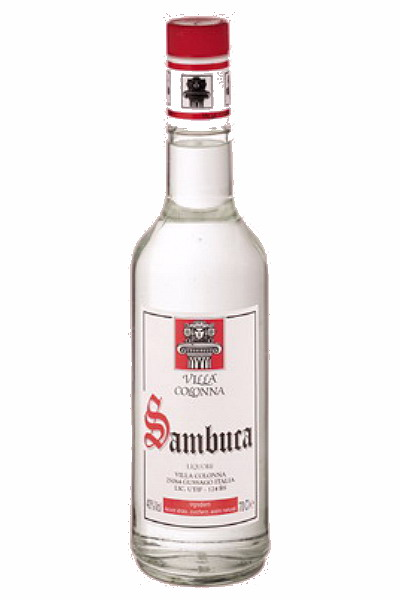
Sambuca Villa Colonna classica Kristal
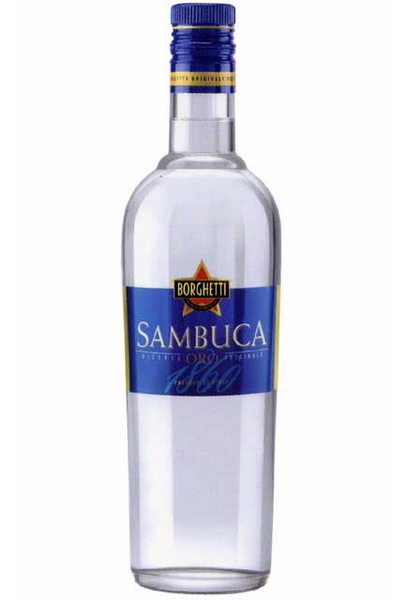
Sambuca Borghetti
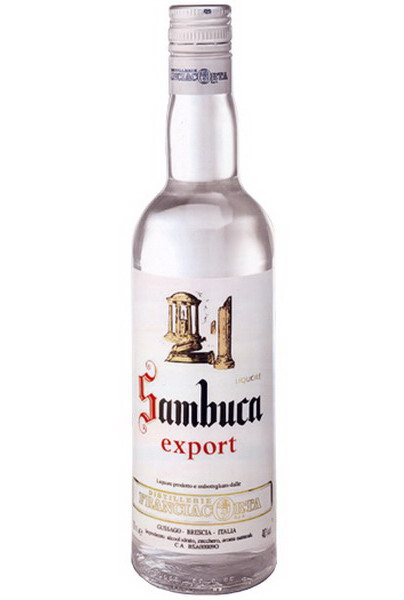
Sambuca Franciacorta
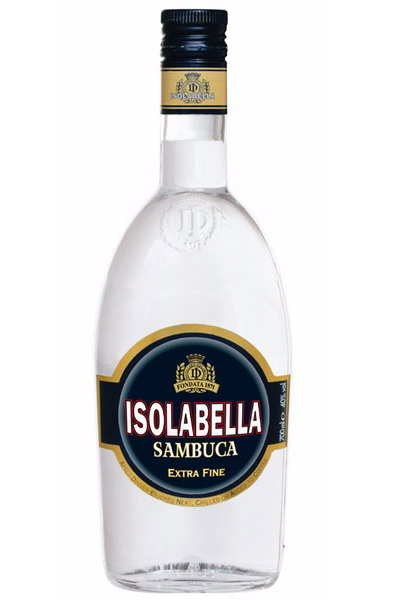
Sambuca Isolabella
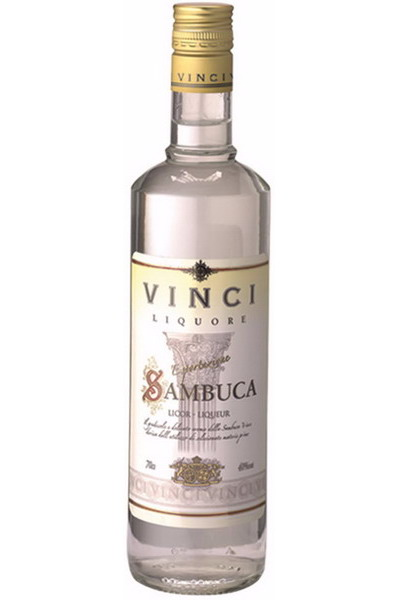
Sambuca Vinci